# مفطورة منتنة للدجاج
مفطورة منتنة للدجاج (الاسم العلمي: Mycoplasma gallisepticum) هي نوع من البكتيريا تتبع جنس المفطورة من فصيلة المفطورات.